# Ligyrocoris barberi
Ligyrocoris barberi är en insektsart som beskrevs av Robert Sweet 1986. Ligyrocoris barberi ingår i släktet Ligyrocoris och familjen Rhyparochromidae. Inga underarter finns listade i Catalogue of Life.